# Jidafes
Jidafes (em árabe: جد حفص; romaniz.: Jidd Hafs) é uma cidade do Barém localizada na província Capital. Segundo censo de 2001, tinha 30 099 residentes. Está a 8 metros de altura.